# Juan Antonio Pérez (Leichtathlet)
Juan Antonio Pérez Moreno (* 6. November 1988 in Ciudad Real) ist ein spanischer Leichtathlet, der sich auf den Langstreckenlauf spezialisiert hat.

## Sportliche Laufbahn
Erste internationale Erfahrungen sammelte Juan Antonio Pérez bei den Crosslauf-Weltmeisterschaften 2007 in Mombasa, bei denen er im Juniorenrennen nicht ins Ziel kam. Im Dezember wurde er dann bei den Crosslauf-Europameisterschaften in Toro in 21:50 min 72. im Juniorenrennen. Bei den Crosslauf-Europameisterschaften 2015 in Hyères gelangte er nach 31:27 min auf den 44. Platz im Einzelrennen und im Jahr darauf belegte er bei den Europameisterschaften in Amsterdam in 28:37,42 min den sechsten Platz im 10.000-Meter-Lauf. Bei den Crosslauf-Europameisterschaften 2017 in Šamorín lief er nach 31:13 min auf dem 36. Platz ein und im Jahr darauf wurde er bei den Halbmarathon-Weltmeisterschaften 2018 in Valencia in 1:05:01 h 85. im Einzelrennen. Im August belegte er bei den Europameisterschaften in Berlin in 28:31,31 min den neunten Platz über 10.000 Meter und gelangte im 5000-Meter-Lauf mit 13:37,07 min auf den 16. Platz. Kurz darauf gewann er bei den Ibero-Amerikanischen Meisterschaften in Trujillo in 13:48,02 min die Silbermedaille über 5000 Meter hinter dem Peruaner José Luis Rojas. Im Dezember erreichte er bei den Crosslauf-EM in Tilburg in 30:17 min den 37. Platz im Einzelbewerb und bei den Crosslauf-Weltmeisterschaften 2019 in Aarhus wurde er in 35:04 min 77. Bei den Halbmarathon-Weltmeisterschaften 2020 in Gdynia klassierte er sich mit 1:01:39 h auf dem 36. Platz und 2022 wurde er bei den Europameisterschaften in München in 28:38:21 min 16. über 10.000 Meter. Bei den Straßenlauf-Weltmeisterschaften 2023 in Riga gelangte er nach 1:04:00 h auf den 54. Platz im Halbmarathon und bei den Straßenlauf-Europameisterschaften 2025 in Löwen wurde er in 28:16 min Zehnter im 10-km-Straßenlauf und sicherte sich in der Teamwertung die Silbermedaille hinter dem französischen Team.
2021 wurde Pérez spanischer Meister im 10.000-Meter-Lauf sowie 2017 im 10-km-Straßenlauf und 2024 im Halbmarathon.

## Persönliche Bestzeiten
- 5000 Meter: 13:28,30 min, 8. Juni 2018 in Huelva
  - 3000 Meter (Halle): 7:50,96 min, 8. Februar 2021 in Barcelona
- 10.000 Meter: 27:46,08 min, 19. Mai 2021 in Ostrava
- 10-km-Straßenlauf: 27:45 min, 12. Januar 2025 in Valencia
- Halbmarathon: 1:00:58 h, 27. Oktober 2019 in Valencia